# Bernex
|  | Per a altres significats, vegeu «Bernex (Ginebra)». |

Bernex és un municipi francès al departament de l'Alta Savoia (regió d'Alvèrnia-Roine-Alps. L'any 2007 tenia 1.178 habitants.

## Demografia

### Població
El 2007 la població de fet de Bernex era de 1.178 persones. Hi havia 468 famílies de les quals 116 eren unipersonals (64 homes vivint sols i 52 dones vivint soles), 140 parelles sense fills, 180 parelles amb fills i 32 famílies monoparentals amb fills.
La població ha evolucionat segons el següent gràfic:

### Habitatges
El 2007 hi havia 1.331 habitatges, 474 eren l'habitatge principal de la família, 813 eren segones residències i 44 estaven desocupats. 675 eren cases i 655 eren apartaments. Dels 474 habitatges principals, 363 estaven ocupats pels seus propietaris, 84 estaven llogats i ocupats pels llogaters i 27 estaven cedits a títol gratuït; 19 tenien una cambra, 43 en tenien dues, 78 en tenien tres, 133 en tenien quatre i 201 en tenien cinc o més. 421 habitatges disposaven pel capbaix d'una plaça de pàrquing. A 199 habitatges hi havia un automòbil i a 246 n'hi havia dos o més.

### Piràmide de població
La piràmide de població per edats i sexe el 2009 era:
| Homes | Edats   | Dones |
| ----- | ------- | ----- |
| 0     | 95 o +  | 0     |
| 0     | 90 a 94 | 4     |
| 0     | 85 a 89 | 8     |
| 4     | 80 a 84 | 4     |
| 0     | 75 a 79 | 12    |
| 12    | 70 a 74 | 16    |
| 16    | 65 a 69 | 12    |
| 36    | 60 a 64 | 12    |
| 20    | 55 a 59 | 24    |
| 36    | 50 a 54 | 32    |
| 40    | 45 a 49 | 44    |
| 36    | 40 a 44 | 48    |
| 44    | 35 a 39 | 20    |
| 28    | 30 a 34 | 48    |
| 28    | 25 a 29 | 8     |
| 20    | 20 a 24 | 20    |
| 36    | 15 a 19 | 32    |
| 32    | 10 a 14 | 44    |
| 20    | 5 a 9   | 32    |
| 12    | 0 a 4   | 24    |

## Economia
El 2007 la població en edat de treballar era de 778 persones, 620 eren actives i 158 eren inactives. De les 620 persones actives 592 estaven ocupades (320 homes i 272 dones) i 28 estaven aturades (12 homes i 16 dones). De les 158 persones inactives 53 estaven jubilades, 54 estaven estudiant i 51 estaven classificades com a «altres inactius».

### Ingressos
El 2009 a Bernex hi havia 486 unitats fiscals que integraven 1.207 persones, la mediana anual d'ingressos fiscals per persona era de 19.355 €.

### Activitats econòmiques
Dels 95 establiments que hi havia el 2007, 1 era d'una empresa alimentària, 2 d'empreses de fabricació d'altres productes industrials, 17 d'empreses de construcció, 6 d'empreses de comerç i reparació d'automòbils, 2 d'empreses de transport, 19 d'empreses d'hostatgeria i restauració, 1 d'una empresa d'informació i comunicació, 4 d'empreses immobiliàries, 8 d'empreses de serveis, 29 d'entitats de l'administració pública i 6 d'empreses classificades com a «altres activitats de serveis».
Dels 28 establiments de servei als particulars que hi havia el 2009, 1 era una oficina de correu, 4 paletes, 1 guixaire pintor, 1 fusteria, 2 lampisteries, 6 electricistes, 1 empresa de construcció, 1 perruqueria, 9 restaurants i 2 agències immobiliàries.
Dels 4 establiments comercials que hi havia el 2009, 1 era un hipermercat, 1 una botiga de més de 120 m², 1 una botiga de menys de 120 m² i 1 una botiga de mobles.
L'any 2000 a Bernex hi havia 27 explotacions agrícoles que ocupaven un total de 200 hectàrees.

## Equipaments sanitaris i escolars
El 2009 hi havia 2 escoles elementals.

## Poblacions properes
El següent diagrama mostra les poblacions més properes.